# Trollsjön (Hemsjö socken, Västergötland)
Trollsjön är en sjö i Alingsås kommun i Västergötland och ingår i Göta älvs huvudavrinningsområde.